# 夏夫特奧克斯角 (特拉華州)
夏夫特奧克斯（英語：Shaft Ox Corner）是位於美國特拉華州蘇塞克斯縣的一個非建制地區。該地的面積和人口皆未知。

## 地理
夏夫特奧克斯的座標為38°31′29″N 75°21′25″W / 38.52472°N 75.35694°W，而該地的平均海拔高度為12米（即39英尺）。